# Josef Jan Alois Drda
Josef Jan Alois Drda (13. listopadu 1782, Praha – 14. října 1833, Praha) byl český grafik, ilustrátor a kreslíř období klasicismu.

## Život
Školní výuku zahájil u piaristů v Praze na Novém Městě. Vyučil se v rytecké dílně Františka Karla Wolfa. V letech 1802-1807 vystudoval malbu, kresbu a grafiku u Josefa Berglera a Karla Postla na Akademii výtvarných umění v Praze. V grafickém ateliéru, který na akademii založil a vedl Josef Bergler, vytvořil podle starších Berglerových skic (kreseb) sérii grafických předloh pro výuku. V roce 1826 ocenila Společnost vlasteneckých přátel umění jeho grafické listy stříbrnou medailí.  V letech 1815-1830 v tehdejším sídle Akademie v Klementinu čp. 190/I také bydlel a v její grafické dílně pracoval.
Je znám jako portrétista, ilustrátor a reprodukční grafik. Jeho mědirytiny s hlavami a postavami podle Raffaela, Andrey del Sarto, Antona Rafaela Mengse a dalších mistrů sloužily jako soubor učebních předloh pro pražskou akademii. Svá díla signoval Josef Alois Drda, J.A. Drda, nebo spřežkou iniciál JAD.

## Dílo (výběr)

### Alba
- Sbírka charakteristických hlav podle obrazů nejpřednějších mistrů - (Sammlung charakteristischer Köpfe aus Original- Gemählden von einigen der vorzüglichsten Meister. Praha (1822). Album 69 mědirytin charakteristických hlav antických i novověkých hrdinů a světců podle obrazů Rafaelových, Andrey del Sarto, Domenicchinových, Michelangelových, Donata Bramanta a dalších, převedených do kreseb Josefem Berglerem v letech 1782-1802. Vyšly 3 sešity. Drdovy rytiny byly signovány Jos. A. Drda nebo J. A. Drda nebo JAD. Další rytiny do alba vytvořil Josef Quaisser. Vydali je Bohmannovi dědicové v Praze roku 1822.[7]
- Římští hrdinové - album mědirytin antických hrdinů a jejich slavností, mimo jiné list XIII. Odorum suffimenta - Triumfální průvod římského konsula Lucia Valeria Propinqua uspořádaný senátory

### Knižní ilustrace
- Nové divadlo české, 1.–3., divadelní hry, editor Václav Rodomil Kramerius, Praha 1819
- Edward Young: Kvílení, aneb rozjímání noční, překlad Jan Nejedlý, Praha 1820
- Marie Antonye: Myrrhowý wěneček, aneb Utrpením přichází se k blaženosti, (frontispis)[8] povídka, Jan Hostivít Pospíšil, Hradec Králové 1828
- Salomon Gessner: Idyly, překlad Jan Nejedlý, Praha 1829

### Grafické portréty
- Autoportrét (1813)
- František ze Šternberk̠a-Manderscheidu (1813), Moravská galerie Brno
- Albrecht z Valdštejna, podle kresby Františka Waldherra
- Malíř Ludvík Kohl, podle kresby Josefa Berglera (1821)
- Básník a kněz Antonín Jaroslav Puchmajer (1824),[9]
- Malíř Josef Hauzinger, Moravská galerie Brno[10]
- Kněz a přírodovědec Tobiáš Gruber

### Devoční grafika
- Panna Marie a kaple Nanebevzetí Panny Marie na hradě v Mladé Vožici[11]
- Panna Marie Sedmibolestná, podle obrazu Carla Dolce
- Svatá rodina s dedikací Františce hraběnce Šternberkové, rozené Schönbornové, podle obrazu Matěje Zimprechta[12]

### Kartografie
- Jüttnerův plán Prahy z let 1812-1816, nakreslil a vyryl J.A. Drda, dvě tiskové verze: s opevněním a bez něj, soutisk z několika desek

## Galerie

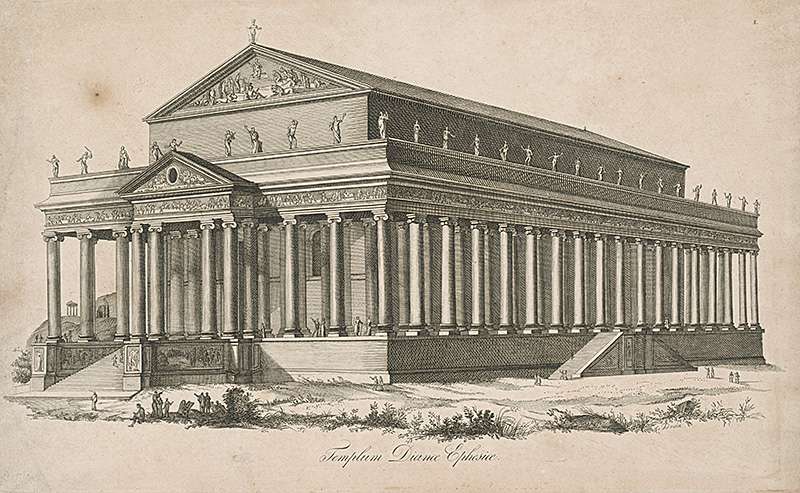
Dianin chrám v Efesu (před 1832)
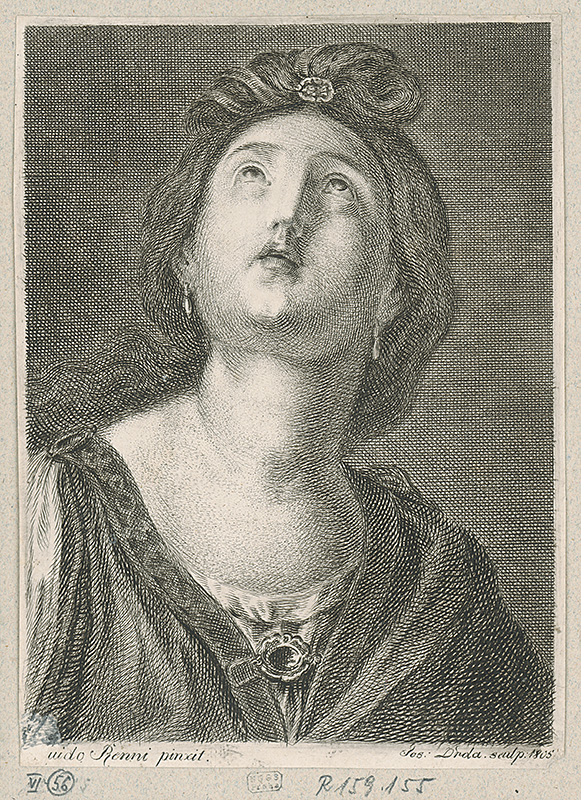
Hlava světice podle Guida Reni (1805)
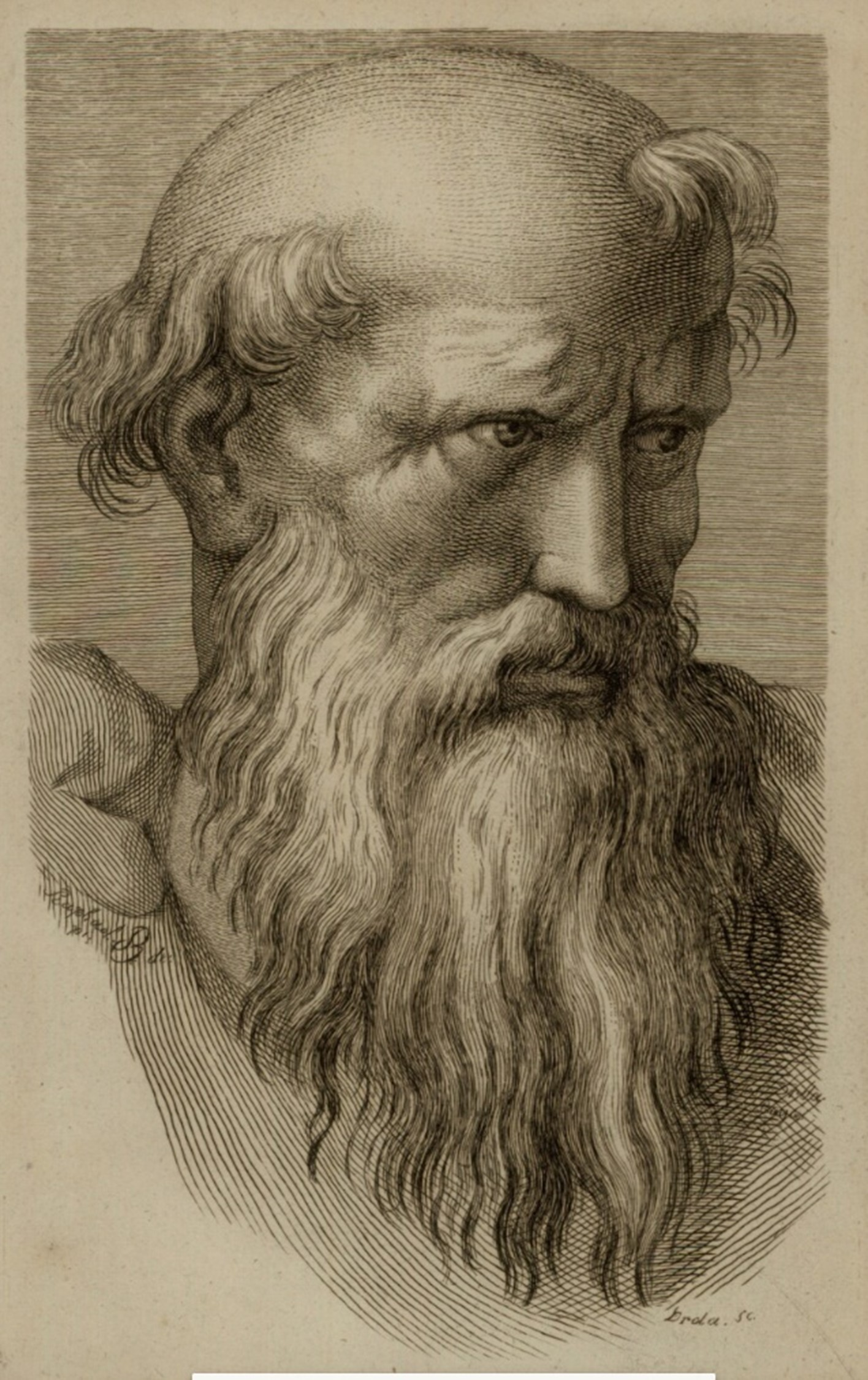
Hlava filozofa podle Raffaela (1822)
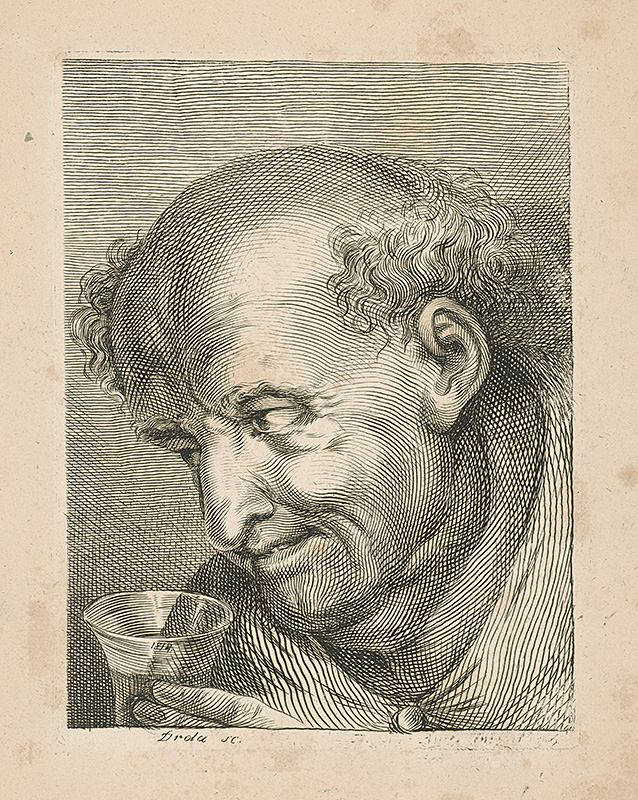
Hlava starce podle Raffaela (1822)
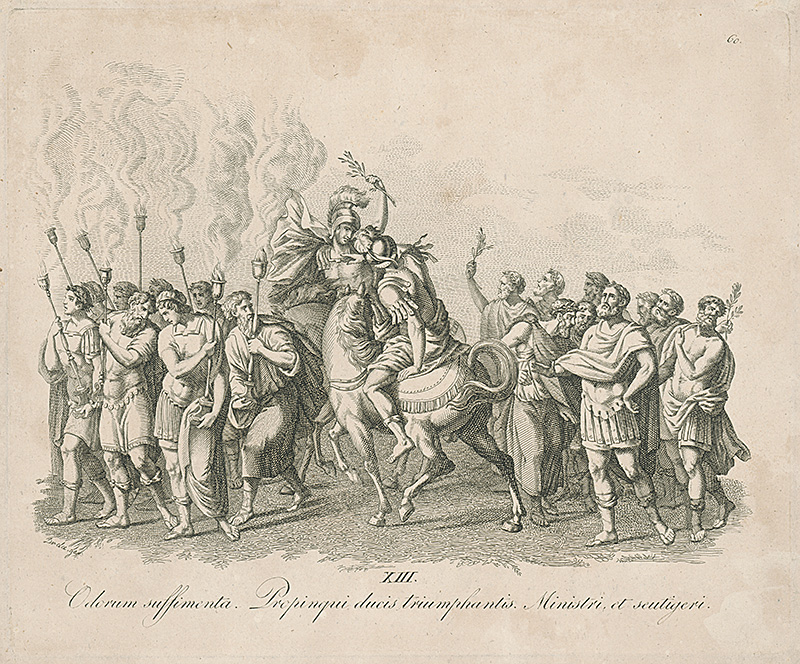
Triumf konzula Propinqua (před 1832)